# Stanislav Dineikine
Stanislav Anatolievitch Dineikine (en russe : Станислав Анатольевич Динейкин) est un ancien joueur russe de volley-ball né le 10 octobre 1973 à Blagodarny (kraï de Stavropol, alors en URSS). Il mesure 2,15 m et jouait attaquant. Il totalise 136 sélections en équipe de Russie.

## Clubs
| Club                      | De        | À         |
| ------------------------- | --------- | --------- |
| Dinamo Moscou             | 1993-1994 | 1993-1994 |
| CSKA Moscou               | 1994-1995 | 1994-1995 |
| Samotlor Nijnievartovsk   | 1995-1996 | 1997-1998 |
| Olympikus                 | 1998-1999 | 1998-1999 |
| Pallavolo Parme           | 1999-2000 | 2001-2002 |
| Sisley Volley             | 2002-2003 | 2003-2004 |
| Dinamo Moscou             | 2004-2005 | 2005-2006 |
| Dynamo-Yantar Kaliningrad | 2006-2007 | 2007-2008 |
| Dinamo Moscou             | 2008-2009 | 2008-2009 |
| Lokomotiv Belgorod        | 2009-2010 | 2010-2011 |
| Iskra Odintsovo           | 2011-2012 | 2011-2012 |

## Palmarès
- Ligue mondiale
  - Finaliste : 1998, 2000
- Championnat d'Europe
  - Finaliste : 1999
- Coupe de la CEV (1)
  - Vainqueur : 2003
- Championnat de Russie (2)
  - Vainqueur : 1995, 2006
  - Finaliste : 2005, 2010
- Championnat d'Italie (2)
  - Vainqueur : 2003, 2004
- Coupe de Russie (1)
  - Vainqueur : 2006
- Coupe d'Italie (1)
  - Vainqueur : 2004
  - Finaliste : 2002, 2003
- Supercoupe d'Italie (1)
  - Vainqueur : 2004